# 糸井通浩
糸井 通浩（いとい みちひろ、1938年 - 2024年1月8日）は、日本の国文学者・国語学者。京都教育大学名誉教授、龍谷大学名誉教授。

## 経歴
1938年、京都府京都市右京区嵯峨生まれ。その後は小学生から高校生にかけて、同府京丹後市で育つ。
1961年、京都大学文学部卒業。
大阪府立・京都府立高校教諭、京都教育大学附属高等学校教諭を経て、愛媛大学法文学部助教授に就任。
京都教育大学教授を経て、1994年定年退官、名誉教授。
その後は龍谷大学文学部教授。2007年退職、名誉教授。
表現学会理事、京丹後市市史編纂委員。この間、北京日本学研究センター客員教授、京都教育大学附属幼稚園園長。
2024年1月8日に死去。85歳没。

## 著書
- 『風呂で読む 唱歌』（世界思想社）1997年

## 共編著
- 『古典への出発 小倉百人一首』塚原鉄雄、渡辺輝道共著（中央図書出版社）1969年
- 『後拾遺和歌集総索引』渡辺輝道共編（清文堂出版）1976年
- 『私家集総索引 小町・業平・遍昭・友則・能因・範永』曽田文雄共編（清文堂出版）1979年
- 『後拾遺和歌集伝惟房筆本』（愛媛大学古典叢刊　青葉図書）1981年
- 『小倉百人一首の言語空間―和歌表現史論の構想―』吉田究共編（世界思想社）1989年
- 『物語の方法－語りの意味論』高橋亨共編（世界思想社）1992年
- 『国語教育を学ぶ人のために』植山俊宏共編（世界思想社）1995年
- 『小倉百人一首を学ぶ人のために』編（世界思想社）1998年
- 『奈良絵本 龍谷大学善本叢書』（思文閣出版）2002年
- 『日本地名学を学ぶ人のために』吉田金彦共編（世界思想社）2004年
- 『日本古典随筆の研究と資料』編（龍谷大学仏教文化研究叢書;思文閣出版）2007年
- 『王朝物語のしぐさとことば』神尾暢子共編（清文堂出版）2008年
- 『日本語表現学を学ぶ人のために』半沢幹一共編（世界思想社）2009年